# Cent noies
Cent noies (títol original: 100 Girls) és una pel·lícula estatunidenca dirigida per Michael Davis, estrenada el 2000. Ha estat doblada al català. Encara que es va estrenar en sales a països com França, el film va sortir directament en vídeo als Estats Units. Ha estat doblada per TV3, amb el títol Cent noies, i amb el títol de 100 Xiques, per a Punt Dos l'any 2007.

## Argument
Mentre abandona una festa que tenia lloc al dormitori de les noies, Matthew es troba atrapat per una avaria a l'ascensor en companyia d'una desconeguda que no ha tingut temps d'entreveure abans de quedar submergit en la foscor. Entre discussions i confidències, Matthew i la desconeguda fan l'amor, però quan es desperta de bon matí — encara a l'ascensor — la donzella ha desaparegut, deixant només les seves calcetes.
Per trobar la seva ventafocs, Matthew marxa a la recerca del sostenidor que fa joc amb les calcetes. Però com la residència de les noies està normalment prohibida als homes, Matthew es fa passar per un empleat de manteniment. I per a introduir-se a les habitacions i examinar la roba interior de les estudiants, fa servir totes les estratègies possibles: deixar anar un ratolí, desajustar la climatització, vidres trencats, etc. No obstant això, mentre registra una de les cambres, Matthew és sorprès per Wendy, que resulta ser una antiga companya d'institut. Intrigada per la seva recerca, la jove no ho denuncia i proposa ajudar-lo a trobar l'amor de la seva vida.

## Repartiment
- Jonathan Tucker: Matthew
- Emmanuelle Chriqui: Patty
- James DeBello: Rod
- Katherine Heigl: Arlene
- Larisa Oleynik: Wendy
- Jaime Pressly: Cynthia
- Marissa Ribisi: Dora
- Johnny Green: Crick
- Aimee Graham: srta Stern, la professora feminista
- Ange Billman
- Kristina Anapau: Sasha
- Reilly McLaren: Janeite
- Kristin Herold: Barbara
- Anya Marina: Rhonda
- Josephine Angelini: Michelle
- Julieanne Steger: Penny
- Ivana Bozilovic: René
- Eric Szmanda: Sam
- Crystal Kwon: Man Hater
- Lydia Castro: la noia amagada

## Al voltant de la pel·lícula
- Michael Davis va posar una cura particular en l'escena d'amor entre Patty i Matthew. Emmanuelle Chriqui (Patty) ho explica: « Ho tenia absolutament tot dibuixat en story-boards, totes les posicions que s'havien de fer, etc. Al començament, això era verdaderament estrany però ens ho va posar molt còmode. Ens ha mostrat que era una autèntica coreografia ! ». En un altre lloc el realitzador afegeix: « La majoria dels films no són mai exactes ni realistes. He volgut fer un film honest sobre el sexe. Quan Matthew fa l'amor amb una noia, al film, no li fa un amor de cinema on el tipus llisca entre les cames de la noia com si res... És més aviat el gènere d'amor on la parella es descobreix, tanteja i acaba per riure de la seva malaptesa i dels sorolls que fan els seus cossos fregant-se l'un contra l'altre ! »
- American Sexy Girls (2002) és una continuació del mateix autor/director. El film té una sortida limitada en sales sota el títol Girl Fever abans de ser editat en DVD sota el nom American Sexy Girls.[4]